# Oblężenie Kadyksu
Oblężenie Kadyksu – oblężenie przez angielsko-holenderską flotę i armię Kadyksu podczas hiszpańskiej wojny sukcesyjnej, które rozpoczęło się 23 sierpnia 1702 i trwało do 29 września 1702. Miasto było z powodzeniem bronione przez markiza Villadariasa z załogą liczącą 300 piechoty i 150 jazdy.

## Oblężenie
W lipcu 1702 wielka angielsko-holenderska flota (50 okrętów oraz 14000 piechoty) pod wodzą George'a Rooke'a i księcia Ormonde została wysłana w celu zdobycia Kadyksu, aby mieć na przyszłość do dyspozycji morską bazę w pobliżu Morza Śródziemnego. Kłótnie pomiędzy dowódcami oraz trudności z wysadzeniem na brzeg wojsk pozwoliły hrabiemu Nunezowi dotrzeć do twierdzy z niewielkimi posiłkami. Lekka kawaleria Villadariasa, słynni hiszpańscy jinetes, rozlokowani wokół Kadyksu, prowadzili działania podjazdowe, znakomicie wykorzystując znajomość terenu dla nękania Anglików i Holendrów, w znacznym stopniu hamując ich postępy w pracach oblężniczych. Sfrustrowani żołnierze angielscy i holenderscy wyładowywali swą wściekłość na okolicznych mieszkańcach. I w ten oto sposób niemająca nadziei na powodzenie obrona Kadyksu zamieniła się w krucjatę przeciwko protestanckim agresorom.
W tym czasie angielsko-holenderska flota dysponująca 25 liniowcami nie potrafiła osłabić zewnętrznych umocnień Kadyksu. Po miesiącu walk Anglicy i Holendrzy wycofali się i odpłynęli w kierunku Lizbony.

## Po oblężeniu
Anglicy i Holendrzy musieli się wycofać, lecz dowiedziawszy się, że nadciąga z Ameryki obładowana złotem flota hiszpańska eskortowana przez francuskie okręty wojenne, zakotwiczyli w zatoce Vigo. Rooke zrekompensował sobie z nadwyżką porażkę pod Kadyksem w zwycięskiej bitwie w zatoce Vigo.